# Muhammad Jamaluddin al-Makki al-Amili
Muhammad Jamaluddin al-Makki al-Amili al-Jizzini, (1334–1385) también conocido como Shahid Awwal (en árabe:الأول لشهيد; transliterado como ash-Shahid al-Awwal, "El Primer Mártir"), fue un ulema chií, conocido por ser el autor de Al-Lum'ah ad-Dimashqiya (en árabe: اللمعة الدمشقية; El resplandor de Damasco"). A pesar de que no fue el primer musulmán ni tampoco el primer chií en morir por su fe, se le conoce como ''Shahid Awwal'', debido probablemente a que fue el primer ulema chií de tal estatus asesinado de manera brutal.

## Biografía
Nació en 1334 en Jabal Amin. A los 16 años, Mohammad bin Maki fue a estudiar en Hilla, actual Irak. Regresó a su hogar a los 21 años. Utilizó la taqiyya para establecerse como uno de los ulemas religiosos de Damasco, haciendo uso del derecho suní para juzgar a los suníes, mientras que a los chiíes los juzgaba secretamente bajo el derecho chií.

## Muerte
En 1385, fue asesinado el noveno jueves del Yumada al-awwal, durante el gobierno de Barquq, sultán mameluco de Egipto. Su muerte fue de acuerdo a una fatwa de un jurista malikí, la cual fue autorizada por el jurisprudente de una escuela en Shafi (actual Irán). Entre las acusaciones en su contra se incluyen rafidah, difamación contra destacados personajes islámicos (especialmente hacia compañeros y esposas del profeta Mahoma, como Aisha, Abu Bakr y Úmar ibn al-Jattab), seguir la fe alauí, y permitir el consumo de vino.
Estas acusaciones en su contra fueron presentadas por primera vez por dos de sus exalumnos de Jabal Amin, quienes habían sido imamíes. Uno de ellos, Yusuf ibn Yahya, entregó un informe (que incluía la firma de 70 ex-chiitas de Jabal Amil) ante las autoridades que detallaban las "viles doctrinas y creencias abominables" de al-Amili.
Sin embargo, según el biógrafo chií al-Khwansari, al-Amili rechazó estos cargos en una carta hacia el gobernador de Damasco, protestando por su amor por ''el Profeta y todos los que lo amaron, todos sus compañeros sin excepción." Fue encarcelado durante un año, siendo posteriormente decapitado. Después, su cadáver fue crucificado y apedreado en Damasco, donde finalmente fue quemado y sus cenizas esparcidas al viento.